# 第二問屋町
第二問屋町（だいにとんやまち）は青森市の地名である。郵便番号は030-0113。

## 地理
青森市南部の南東寄りに位置する。北は大字浜田と大字八ツ役（飛地）、東から南は堤川をはさんで問屋町・大字八ツ役、西は大字八ツ役に接する。流通関係を中心とする様々な業社の事務所・営業所等が立地している。隣接する卸売商業団地 問屋町が拡張された部分である。

### 河川
- 堤川 - この川に南東で面している。この部分は「荒川」と呼ばれることが多い。

## 歴史
隣接する問屋町に続く卸売団地の町名として名付けられた。

### 沿革
- 1983年（昭和58年） - 問屋町の隣接地に第二問屋町が造成された。[4]
- 2001年（平成13年）6月2日 - 八ツ役区画整理事業の換地処分完了に伴う住所変更により、第二問屋町一丁目が置かれた。
- 2001年（平成13年）11月26日 - 第二問屋町住居表示整備事業に伴う住所変更により、第二問屋町二～四丁目が置かれた。

### 町名の変遷
| 実施後           | 実施年月日                 | 実施前                                                                   |
| ---------------- | -------------------------- | ------------------------------------------------------------------------ |
| 第二問屋町一丁目 | 2001年（平成13）年6月2日   | 大字八ツ役字矢作の一部、大字浜田字豊田の一部                             |
| 第二問屋町二丁目 | 2001年（平成13）年11月26日 | 八ツ役字矢作の一部、浜田字玉川の一部、横内字泉川の一部、妙見一丁目の一部 |
| 第二問屋町三丁目 | 2001年（平成13）年11月26日 | 八ツ役字上林の一部、八ツ役字芦谷の一部                                   |
| 第二問屋町四丁目 | 2001年（平成13）年11月26日 | 八ツ役字上林の一部、八ツ役字芦谷の一部                                   |

## 世帯数と人口
2022年（令和4年）10月1日現在の世帯数と人口は以下の通りである。
| 町丁             | 世帯数  | 人口  |
| ---------------- | ------- | ----- |
| 第二問屋町一丁目 | 87世帯  | 154人 |
| 第二問屋町二丁目 | 39世帯  | 70人  |
| 第二問屋町三丁目 | 213世帯 | 420人 |
| 第二問屋町四丁目 | 163世帯 | 277人 |
| 合計             | 502世帯 | 925人 |

## 小・中学校の学区
市立小・中学校に通う場合、学区は以下の通りとなる。
| 町名             | 番地 | 小学校             | 中学校             |
| ---------------- | ---- | ------------------ | ------------------ |
| 第二問屋町一丁目 | 全域 | 青森市立浜田小学校 | 青森市立南中学校   |
| 第二問屋町二丁目 | 全域 | 青森市立浜田小学校 | －                 |
| 第二問屋町二丁目 | 一部 | －                 | 青森市立南中学校   |
| 第二問屋町二丁目 | 一部 | －                 | 青森市立筒井中学校 |
| 第二問屋町三丁目 | 一部 | 青森市立浜田小学校 | 青森市立南中学校   |
| 第二問屋町三丁目 | 一部 | 青森市立荒川小学校 | 青森市立荒川中学校 |
| 第二問屋町四丁目 | 全域 | 青森市立荒川小学校 | 青森市立荒川中学校 |

## 交通

### 道路
- 国道7号青森環状道路 - 北端を通る。
- 青森県道27号青森浪岡線 - 南東を通る。

### 鉄道
町内に鉄道駅はない。

### バス
- 青森市営バス - 問屋町線が通る。

## 主な施設
- 東奥日報社本社
- 青森産業会館